# Великий Житин
Вели́кий Жи́тин (укр. Великий Житин) — село в Шпановской сельской общине Ровненского района Ровненской области Украины.

## Достопримечательности
В селе находится православная Михайловская церковь 1767 года постройки.

## Известные уроженцы села
- Кравчук, Леонид Макарович (1934—2022) — первый Президент Украины;
- Мельничук, Сергей Кирилович (1937—2002) — украинский писатель;
- Карпюк, Николай Андронович (р. 1964) — заместитель председателя партии УНА-УНСО в 2001—2005 гг.;
- Каминский, Ян Станиславович (1917—1944) — советский разведчик отряда специального назначения «Победители», член боевой группы Николая Кузнецова.